# SummerSlam 1996
SummerSlam 1996 è stata la nona edizione dell'evento in pay-per-view SummerSlam, prodotto dalla World Wrestling Federation. L'evento si è svolto il 18 agosto 1996 nella Gund Arena di Cleveland.

## Risultati
| #            | Risultati | Stipulazioni                                                        | Durata |
| ------------ | --- | ------------------------------------------------------------------- | ------ |
| Free for All | Steve Austin ha sconfitto Yokozuna | Single match                                                        | 01:52  |
| 1            | Owen Hart ha sconfitto Savio Vega | Single match                                                        | 13:23  |
| 2            | The Smoking Gunns (Bart e Billy Gunn (con Sunny) hanno sconfitto The Bodydonnas (Skip e Zip), The New Rockers (Marty Jannetty e Leif Cassidy) e The Godwinns (Henry O. Godwinn e Phineas I. Godwinn (con Hillbilly Jim) | Four-way tag team elimination match per i WWF Tag Team Championship | 12:18  |
| 3            | Sycho Sid ha sconfitto The British Bulldog | Single match                                                        | 06:24  |
| 4            | Jerry Lawler ha sconfitto Jake Roberts | Single match                                                        | 04:07  |
| 5            | Mankind ha sconfitto The Undertaker (con Paul Bearer) | Boiler Room Brawl match                                             | 26:40  |
| 6            | Shawn Michaels (c) (con Josè Lothario) ha sconfitto Vader (con Jim Cornette) | Single match per il WWF Championship                                | 28:59  |